# Psilophana
Psilophana andina — вид грибів, що належить до монотипового роду Psilophana.